# Joshua Harrison
Joshua Harrison (* 15. Juni 1995 in Adelaide) ist ein australischer Radsportler.

## Sportliche Laufbahn
Bis er 13 Jahre alt war, spielte Joshua Harrison Fußball und betrieb Cricket. Bei einer Talentsuche in seiner Schule wurde er für den Radsport entdeckt.
2013 wurde Harrison gemeinsam mit Jack Edwards, Callum Scotson und Sam Welsford Junioren-Weltmeister in der Mannschaftsverfolgung; im Zweier-Mannschaftsfahren errang er mit Welsford Bronze. Mit Miles Scotson wurde er im selben Jahr Ozeanienmeister im Zweier-Mannschaftsfahren. 2014 war er Mitglied des australischen Bahn-Vierers, der den dritten Lauf des Bahnrad-Weltcups in Guadalajara gewann.
Bei den Ozeanienmeisterschaften 2017 gewann Joshua Harrison drei Bronzemedaillen, im Scratch, im Punktefahren sowie in der Mannschaftsverfolgung. Im Jahr darauf errang er bei den kontinentalen Meisterschaften drei Titel, in Mannschaftsverfolgung und Zweier-Mannschaftsfahren gewann er zudem Bronze. 2019 wurde er bei den Ozeanienmeisterschaften jeweils Dritter in Punktefahren und Scratch.

## Erfolge
2013
- Junioren-Weltmeister – Mannschaftsverfolgung (mit Jack Edwards, Callum Scotson und Sam Welsford)
- Junioren-Weltmeisterschaft – Zweier-Mannschaftsfahren (mit Sam Welsford)
- Ozeanienmeister – Zweier-Mannschaftsfahren (mit Miles Scotson)

2014
- Bahnrad-Weltcup in Guadalajara – Mannschaftsverfolgung (mit Tirian McManus, Callum Scotson, Scott Sunderland und Miles Scotson)

2017
- Ozeanienmeisterschaft – Scratch, Punktefahren, Mannschaftsverfolgung (mit Cameron Scott, Nicholas Yallouris und Alexander Morgan)

2017/18
- Ozeanienmeister – Punktefahren, Scratch, Omnium
- Ozeanienmeisterschaft – Zweier-Mannschaftsfahren (mit Cooper Sayers), Mannschaftsverfolgung (mit Jarrad Drizners, Braden O’Shea, Conor Leahy und Thomas Bolton)

2018
- Australischer Meister – Scratch

2019
- Australischer Meister – Punktefahren

2019/20
- Ozeanienmeisterschaft – Punktefahren, Scratch

## Teams
- 2018 WSA Pushbikers (seit 24. August)